# Gogea Mitu
Gogea Mitu (numele real Dumitru Ștefănescu; n. 14 iulie 1914, Mârșani, România – d. 22 iunie 1936, București, România) a fost un boxer român, deținătorul recordului mondial pentru cel mai înalt boxer, dar și cel mai înalt sportiv român.
Înălțimea sa de 2,36 m (conform altor surse 2,42 sau 2,44) l-a făcut celebru în toată Europa interbelică și a fost supranumit "Goliat din România".
A fost circar, apoi a intrat în lumea boxului, avându-l ca antrenor pe Umberto Lancia. Cariera părea promițătoare, l-a învins pe fostul campion al României la categoria grea Dumitru Pavelescu.
A murit la vârsta de numai 22 de ani, oficial din cauza unei tuberculoze;  rudele sale au contestat această variantă,  susținând că Gogea Mitu ar fi fost otrăvit de persoane invidioase pe succesul său.

## Etimologie onomastică
Expresia „gogeamite”, atribuită persoanelor foarte înalte, nu își are originea în numele lui, ci dimpotrivă, "numele de scenă" primit la circul Globus este în directă legătură cu cuvintele "cogeamite" sau "gogeamite" care provin - conform DEX-online - din sârbocroată (kódžamiti) sau din bulgară (kodjamiti).

## Galerie

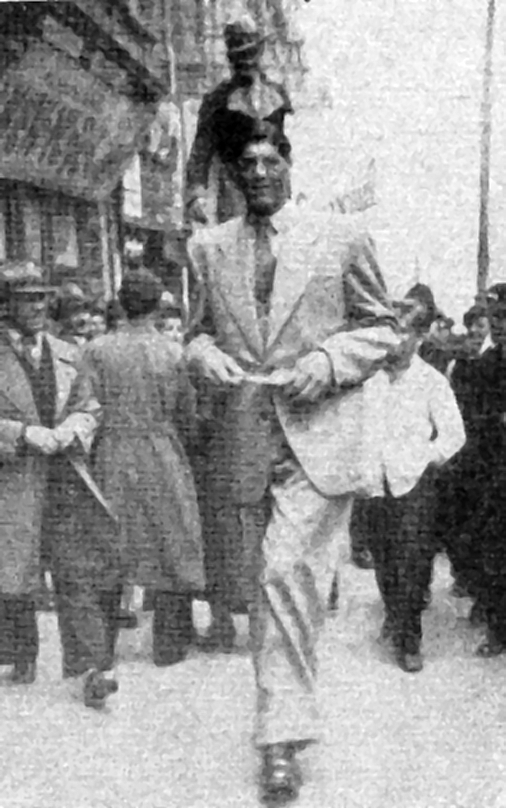
Gogea Mitu plimbându-se în preajma meciului cu Grizzo